# The World's Champion
The World's Champion é um filme mudo de 1922, produzido por Famous Players-Lasky e distribuído pela Paramount Pictures. Foi baseado na peça The Champion de Thomas Louden e A. E. Matthews, produzido na Broadway em 1921. O filme foi dirigido por Phil Rosen e estrelado por Wallace Reid. O filme encontra-se conservado na Biblioteca do Congresso, mas incompleto.

## Elenco
- Wallace Reid - William Burroughs
- Lois Wilson - Lady Elizabeth
- Lionel Belmore - John Burroughs
- Henry Miller Jr. - George Burroughs
- Helen Dunbar - Senhora Burroughs
- Leslie Casey - Reverendo David Burroughs
- Tiny Sandford - Senhor Brockington
- William J. Ferguson - Butler
- Guy Oliver - Mooney